# نوپسرها مولتی‌مکولاتا
نوپسرها مولتی‌مکولاتا یک گونه سوسک از خانوادهٔ سوسک‌های شاخک‌دراز است. موریس پیک در سال ۱۹۳۹ این گونه را توصیف و بررسی کرد.